# イン・ジ・エンド
「イン・ジ・エンド」（In The End）は、アメリカ合衆国のロックバンド、リンキン・パークによる楽曲で、1作目のスタジオ・アルバム『ハイブリッド・セオリー』からの4thシングル。

## 概要
チェスター・ベニントンの歌声とマイク・シノダのラップが絡み合うこの曲は、バンドの音楽スタイルを代表するとして最も有名である。リンキン・パークの中で最も認知度が高く、これまでのライブで最も演奏された楽曲である。
2001年のリリースと同時に世界中の音楽チャートをでトップ10入りを果たしており、アメリカのビルボード・ホット100では最高2位を記録、255万枚を売り上げた。
2017年、チェスターの訃報を受け、世界各国で全アルバムと人気シングル曲が再びチャートインする現象が起きた。アメリカでは37位、ドイツでは4位とチャート再登場を記録している。

## 楽曲の背景
チェスターは当初この曲を嫌っており、ハイブリッド・セオリーに収録されることに反対していた経緯がある。

## ミュージックビデオ
2001年にオズフェストツアー中に撮影を開始。ジョー・ハーンも共同で監督を務めている。ビデオの背景はカリフォルニアの砂漠が使用され、バンド自身の演奏パフォーマンはロサンゼルスのスタジオ内で撮影。これらとCGIアニメーションを合成し制作された。終盤の降雨シーンは、ステージ上に設置した水道管から水を降らすことで演出している。マイクは映画『もののけ姫』にインスパイアされたと語っている。2002年のMTVビデオ・ミュージック・アワードのビデオ・オブ・ザ・イヤーにノミネート。
この動画は2020年9月時点でYouTube上での再生回数が10億回を超えており、Numbに次いで2回目の達成である。

## 収録
シングルCDは「第1部」と「第2部」の2枚組で発売された。「第1部」は黄色、「第2部」は赤のカバーとなっている。「Crawling」のミュージックビデオ、30秒インタビュー4本を収録したDVD版も発売された。
日本では2002年3月27日に、「In the End: Live & Rare」として発売。

### CD
Part 1
1. In the End
2. In the End (Live BBC Radio One)
3. Points of Authority (Live at Docklands Arena, London)
4. In the End" (ミュージックビデオ)

Part 2
1. In the End
2. A Place for My Head (Live at Docklands Arena, London)
3. Step Up

In the End: Live & Rare
1. In the End (Album Version)
2. Papercut (Live at Docklands Arena, London)
3. Points of Authority (Live at Docklands Arena, London)
4. A Place for My Head (Live at Docklands Arena, London)
5. Step Up
6. My December
7. High Voltage

### DVD
1. In the End (Audio)
2. Crawling (ミュージックビデオ)
3. 30秒インタビュー動画 X 4点